# Mitsoudjé
Mitsoudjé är en ort på ön Grande Comore på Komorerna. Den hade 3 129 invånare år 2003.